# Пелагея
Пелагея (Пелаги́я) — женское имя, происходящее от эпиклесы Афродиты Πελαγία («морская»)  (от др.-греч. πελάγους). 
Имя является «близнецом» других имён, произошедших от эпиклес Афродиты — Маргарита и Марина. Латинская транслитерация в российском заграничном паспорте — Pelageya.

## Именины
- Православные именины (даты даны по григорианскому календарю)[2]: 12 февраля, 5 апреля, 17 мая, 26 июня, 30 июня, 20 октября, 21 октября, 3 ноября.

## Известные носители
- Пелагия, мученица, память 23 марта
- Пелагия — мученица, дева

- Пелагия Антиохийская, Елеонская, Палестинская — преподобная
- Пелагия Дивеевская — Христа ради юродивая
- Пелагея Михайловна — русская царевна, дочь Михаила Фёдоровича.
- Пелагея Рязанская (1890—1966) — блаженная
- Пелагия Тарсийская — мученица, дева

- Пелагия (Балакирева) — новомученица
- Пелагия (Жидко) — преподобномученица, инокиня
- Пелагия (Тестова) — преподобномученица.

- Пелагея — российская фолк-рок-певица, основательница и солистка группы «Пелагея».

## Прочее
- «Пелагея» — дебютный альбом российской певицы Пелагеи.
- (1190) Пелагея — астероид из группы главного пояса, открытый в Симеизской обсерватории советским астрономом Григорием Неуйминым.